# Saint-Pierre-le-Moûtier
Saint-Pierre-le-Moûtier é uma comuna francesa na região administrativa de Borgonha-Franco-Condado, no departamento Nièvre. Estende-se por uma área de 47,52 km². Em 2010 a comuna tinha 1 945 habitantes (densidade: 40,9 hab./km²).

## História
Em 4 de novembro de 1422, o bailiwick de Saint-Pierre proferiu uma sentença, obrigando os habitantes da terra de Poussery, no final de Montarón, a garantir o vigia e a guarda no castelo Poussery, conforme solicitado pelo senhor do lugar: Gaucher Courvol. Este bailiwick rendeu ao filho deste último, Philibert de Courvol, outra sentença em 25 de março de 1451, autorizando-o a passar o córrego Ruaux em seu prado de Chaulgy.
A cidade é invadida, então libertada por Joana d'Arc em 4 de novembro de 1429.
Foi principal cidade de distrito de 1790 a 1795.
Durante o período revolucionário da Convenção Nacional (1792-1795), o município levou provisoriamente os nomes de Brutus-la-Vallée, Brutus-le-Magnanime e Brutus-le-Moutier.

## População
Em 2017, o município tinha 1 956 habitantes, uma queda de 1,6% em relação a 2007.
| Ano          | Pop.  | ±% a.a. |
| ------------ | ----- | ------- |
| 1968         | 2 227 | —       |
| 1975         | 2 250 | +0,15%  |
| 1982         | 2 261 | +0,07%  |
| 1990         | 2 091 | −0,97%  |
| 1999         | 2 029 | −0,33%  |
| 2007         | 1 988 | −0,25%  |
| 2012         | 2 030 | +0,42%  |
| 2017         | 1 956 | −0,74%  |
| Fonte: INSEE |       |         |